# Brian Pulido

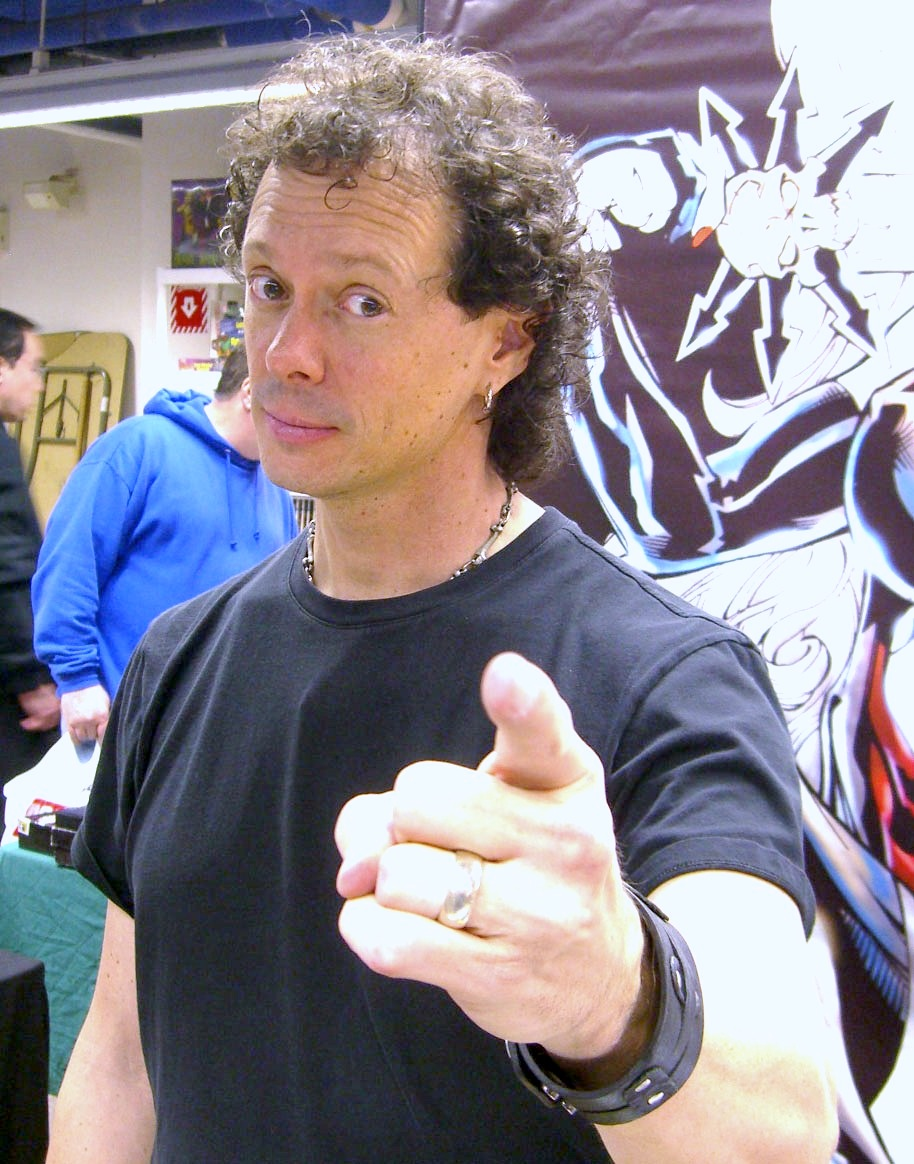
Brian Pulido (2008)

Brian Pulido (* 30. November 1961) ist ein US-amerikanischer Gestalter, Autor und Produzent von Comics und Comicverfilmungen.

## Frühes Leben
Aufgewachsen in Long Branch (New Jersey), entwickelte Pulido bereits frühzeitig Interesse am Horrorgenre, als er als Siebenjähriger den während seiner Kindheit veröffentlichten Film Die Nacht der lebenden Toten zu sehen bekam.

## Comics
Pulido hat eine Vielzahl von Comics geschaffen oder daran mitgewirkt, dazu gehören Serien wie  Lady Death, Evil Ernie, Purgatori, Chastity, Smiley The Psychotic Button, Cremator, Bad Kitty, Jade, Lady Demon, Bedlam und The Undead. Er schrieb oder veröffentlichte Geschichten für World Wrestling Entertainment, Universal's The Mummy, Halloween, Megadeth und Insane Clown Posse. Seine Werke wurden von Marvel Comics, Dark Horse Comics und anderen verlegt.
Zu Pulidos aktuellen Arbeiten gehören alle Geschichten, die auf New Line Cinemas A Nightmare on Elm Street, Freitag der 13., und Texas Chainsaw Massacre (zusammen mit Daniel HDR war er bei den TV-Scream-Awards als beste Film-zu-Comic-Adaption nominiert) basieren von Avatar Press, sowie die monatlichen Reihen Lady Death und Medieval Lady Death. Bei Avatar Press schuf er die übernatürlichen Figuren Belladonna, Gypsy, War Angel, Killer Gnomes und Unholy.
Pulido war der Präsident von Chaos! Comics.

## Filme
Pulido schrieb und produzierte die Geschichte für ADV Films' Animationsfilm Lady Death: The Movie.  Er schrieb, produzierte und inszenierte den Horrorkurzfilm There’s Something Out There, der auf einer Vielzahl von Filmfestivals gezeigt wurde.
Außerdem schrieb und inszenierte er den 2009 veröffentlichten Film  The Graves,  sein Nachfolge-Projekt trägt den Titel "Damnation".